# Landtag (Waldeck-Pyrmont)
Der Landtag von Waldeck-Pyrmont war die Legislative des Fürstentums Waldeck-Pyrmont und des späteren Freistaates Waldeck-Pyrmont.

## Vorläufer
Ab 1625 waren das Fürstentum Waldeck und die Grafschaft Pyrmont in Personalunion verbunden. Staatsrechtlich waren beide Fürstentümer im Alten Reich jedoch getrennt. In Waldeck bestanden seit Bildung des Fürstentums Landstände, in Pyrmont war eine Mitwirkung der Stände unbekannt.

## Nach den Befreiungskriegen

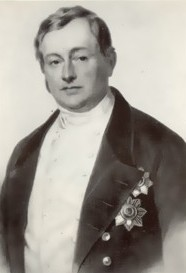
Fürst Georg II. von Waldeck-Pyrmont

Am 28. Januar 1814 erließ Fürst Georg Heinrich eine Verfassung, das Organisationsedikt. In dieser oktroyierten, d. h. ohne Mitwirkung der Stände oder des Volkes zustande gekommenen Verfassung vollzog Georg Heinrich die staatsrechtliche Vereinigung des Fürstentums Waldeck mit dem seit 1807 als Fürstentum bezeichneten Pyrmont. Er bestätigte die Rechte der Waldeckschen Landstände und wies an, dass nun auch vier Mitglieder aus Pyrmont diesen beigeordnet werden sollten.
Diese Regelung rief unter den Waldeckschen Ständen einen Sturm des Protestes hervor. Der Präsident der Landstände Carl Friedrich von Dalwigk war Wortführer der Opposition, die letztlich durchsetzte, dass Georg Heinrich in der Konvention vom 3. Juli 1814 die staatsrechtliche Trennung Waldecks und Pyrmonts bestätigen musste.
1814 und 1815 fanden Landstände (Deputationstage) nach altem Recht statt. Ergebnis der Verhandlungen zwischen Fürst und Ständen war die Landständische Verfassungsurkunde für das Fürstentum Waldeck vom 19. April 1816, der sogenannte Landesvertrag. Darin wurde im Bezug auf den Landtag weitgehend auf das bestehende Recht verwiesen. Eine Vertretung Pyrmonts war nicht mehr vorgesehen.

## Im Deutschen Bund
Die Deutsche Bundesakte, die Gründungsurkunde des Deutschen Bundes, forderte in Artikel 13 die Bildung landständiger Verfassungen. Der Landesvertrag wurde allgemein als Umsetzung dieser Pflicht angesehen.
Die Stände waren nach dem Landesvertrag die „Repräsentanten Unserer Unterthanen“. Sie setzten sich (wie bisher) aus den landtagsfähigen Rittergutsbesitzern und den Vertretern der Städte zusammen. Neu gegenüber den bisherigen Ständen war die Mitgliedschaft eines Vertreters der Stadt Arolsen und von 10 Vertretern des Bauernstandes. Diese Abgeordneten waren jeweils auf Lebenszeit zu wählen. Wählbar waren alle männlichen Landesbürger, die einer der drei anerkannten christlichen Konfessionen angehörten, mindestens 25 Jahre alt waren, einen unbescholtenen Ruf hatten und des Lesens und Schreibens mächtig waren. Die Bürger mussten darüber hinaus ein Vermögen von mindestens 500 Talern, die Bauern ein schuldenfreies Bauerngut von mindestens 30 Morgen haben.
Die Wahl der Vertreter des Bauernstandes erfolgte in indirekter Wahl über Wahlmänner. Hierzu wählte jede Gemeinde unter Vorsitz ihres Geistlichen einen Wahlmann. Dieser muss ein „ordnungsliebender, durch sittliches Betragen allgemein Vertrauen verdienender Mann“ sein. Darüber hinaus forderte der Landesvertrag, er müsse volljährig, unbescholten, Grundeigentümer und als guter Wirt bekannt sein. Die Wahlmänner wählten dann unter dem Vorsitz des Landsyndikus und des Leiters des jeweiligen Ober-Justizamtes je Oberamt zwei Abgeordnete.
Die Stände traten 1816 bis 1848 nur dreimal (1825, 1828 und 1830) zusammen. Dazwischen trafen sie die Entscheidungen im Umlaufverfahren unter der Leitung des Landsyndikus, des Präsidenten der Kammer.

## Die Revolution von 1848

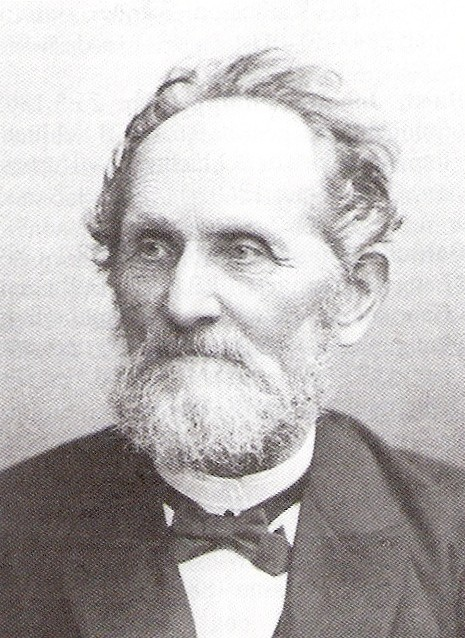
Landtagspräsident Hermann Backhaus

Die Märzrevolution erfasste auch Waldeck-Pyrmont. Am 3. April 1848 wurden die Landstände einberufen, um über ein Wahlgesetz für den neu zu wählenden Waldeck-Pyrmonter Landtag zu beschließen. Hierzu wurden auch zwei Vertreter Pyrmonts eingeladen. Ergebnis der Beratungen war das Staatsgrundgesetz für die Fürstentümer Waldeck und Pyrmont vom 23. Mai 1849. Diese (von Wolrad Schumacher konzipierte) Verfassung sah einen weitgehend einheitlichen Staat Waldeck-Pyrmont vor, dessen Legislative ein Landtag aus 15 demokratisch gewählten Abgeordneten sein sollte. Allerdings sollten weiterhin getrennte Staatshaushalte für beide Fürstentümer bestehen. Die Abgeordneten wurden in geheimer Wahl in Ein-Personen-Wahlkreisen gewählt.
Zeitgleich wurde 1848 in Pyrmont ein Spezial-Landtag für das Fürstentum Pyrmont gewählt. Dieser aus fünf Abgeordneten bestehende Landtag stimmte ebenfalls dem Staatsgrundgesetz zu. Er bestand bis zur Vereinigung der Staatshaushalte im Jahre 1863/65.

## Reaktionszeit
1852 verabschiedete Fürst Georg Victor die Verfassungsurkunde für die Fürstentümer Waldeck und Pyrmont. Auch unter dieser weit weniger liberalen Verfassung behielt der Landtag das Zustimmungsrecht für Gesetze, das Budgetrecht und die Haushaltskontrolle. Auch wurde der Landtag weiterhin geheim gewählt.

## Nach dem deutschen Krieg
Mit dem Akzessionsvertrag von 1867 trat Waldeck-Pyrmont nach dem Deutschen Krieg wesentliche Rechte an Preußen ab. Für den Landtag änderte sich das Wahlrecht dahingehend, dass das Recht auf geheime Wahl und die direkte Wahl entfielen.

## Weimarer Republik
In der Folge der Novemberrevolution 1918 wurde Fürst Friedrich abgesetzt und Waldeck-Pyrmont zum Freistaat erklärt. Der Landtag wurde am 2. April 1919 aufgelöst und durch die Verfassungsgebende Waldeck-Pyrmonter Landesvertretung ersetzt. Eine Verfassung wurde jedoch nicht verabschiedet. Stattdessen wurde über einen Anschluss an Preußen diskutiert. Am 30. November 1921 wurde Pyrmont nach einer Volksabstimmung an Preußen abgetreten und dort Teil des Landkreises Hameln-Pyrmont.
Waldeck blieb bis zum 1. April 1929 als Freistaat selbstständig. 1922 und 1925 fanden Wahlen zum Landtag statt. 1929 wurde auch Waldeck als Teil der Provinz Hessen-Nassau nach Preußen eingegliedert. Nachfolger des Landtags wurde damit der Kurhessische Kommunallandtag beziehungsweise der Provinziallandtag von Hessen-Nassau.

## Sitz
Der Landtag hatte seinen Sitz im heutigen Haus der Domanialverwaltung (Schloßstraße 28) gegenüber dem Residenzschloss in Arolsen. Nach 1919 nutzte die Landesvertretung das heutige Rathaus der Stadt Bad Arolsen.

## Parlamentspräsidenten
Im Fürstentum Waldeck bzw. Waldeck und Pyrmont
| Titel und Parlament                                                            | Amtsperiode | Person                                                                                    |
| ------------------------------------------------------------------------------ | ----------- | ----------------------------------------------------------------------------------------- |
| Vorsitzende Person im Landtag des Fürstentums Waldeck                          | 1814        | Landsyndikus Johann Jacob Leonhardi (faktisch: Theodor Neumann, Adjunkt des Landsyndikus) |
| Vorsitzende Person im Landtag des Fürstentums Waldeck                          | 1816        | Landsyndikus Johann Jacob Leonhardi (faktisch: Theodor Neumann, Adjunkt des Landsyndikus) |
| Direktor des Landtags des Fürstentums Waldeck                                  | 1828        | Wilhelm von Hanxleden                                                                     |
| Direktor des Landtags des Fürstentums Waldeck                                  | 1830        | Wilhelm von Hanxleden                                                                     |
| Direktor des Landtags des Fürstentums Waldeck                                  | 1848        | Wilhelm von Hanxleden                                                                     |
| Präsident des Landtags des Fürstentums Waldeck (bis 26. Juni 1848)             | 1848        | Wilhelm Großkurth                                                                         |
| Präsident des Landtags der Fürstentümer Waldeck und Pyrmont (ab 26. Juni 1848) | 1848–1849   | Wilhelm Großkurth                                                                         |
| Präsident des Landtags der Fürstentümer Waldeck und Pyrmont                    | 1849–1851   | Hermann Backhaus(en) (WH)                                                                 |
| Präsident des Landtags der Fürstentümer Waldeck und Pyrmont                    | 1851–1856   | Carl Steineck                                                                             |
| Präsident des Landtags der Fürstentümer Waldeck und Pyrmont                    | 1856        | Wilhelm Gleisner                                                                          |
| Präsident des Landtags der Fürstentümer Waldeck und Pyrmont                    | 1856–1862   | Wolrad Schumacher                                                                         |
| Präsident des Landtags der Fürstentümer Waldeck und Pyrmont                    | 1862–1863   | Wilhelm Schumann                                                                          |
| Präsident des Landtags der Fürstentümer Waldeck und Pyrmont                    | 1863–1867   | Ludwig Severin (NL)                                                                       |
| Präsident des Landtags der Fürstentümer Waldeck und Pyrmont                    | 1867        | Wilhelm Schumann                                                                          |
| Präsident des Landtags der Fürstentümer Waldeck und Pyrmont                    | 1868–1871   | Wilhelm Gleisner                                                                          |
| Präsident des Landtags der Fürstentümer Waldeck und Pyrmont                    | 1871–1876   | Adolf Rhode (NL)                                                                          |
| Präsident des Landtags der Fürstentümer Waldeck und Pyrmont                    | 1876–1878   | Carl Hagemann                                                                             |
| Präsident des Landtags der Fürstentümer Waldeck und Pyrmont                    | 1878–1890   | Adolf Rhode (NL)                                                                          |
| Präsident des Landtags der Fürstentümer Waldeck und Pyrmont                    | 1891        | Wilhelm Mogk                                                                              |
| Präsident des Landtags der Fürstentümer Waldeck und Pyrmont                    | 1892–1894   | Robert Varnhagen (NL)                                                                     |
| Präsident des Landtags der Fürstentümer Waldeck und Pyrmont                    | 1894–1909   | Robert Waldeck (NL)                                                                       |
| Präsident des Landtags der Fürstentümer Waldeck und Pyrmont                    | 1909–1914   | Gustav Baumbach (NL)                                                                      |
| Präsident des Landtags der Fürstentümer Waldeck und Pyrmont                    | 1914–1919   | August Beste                                                                              |
| Präsident der Landesvertretung des Freistaates Waldeck und Pyrmont             | 1919–1921   | Paul Winkhaus (DDP)                                                                       |
| Präsident der Landesvertretung des Freistaates Waldeck und Pyrmont             | 1921–1922   | Heinrich Kramer (auch: Harry) (SPD)                                                       |
| Präsident der Landesvertretung des Freistaates Waldeck                         | 1922–1929   | Oswald Waldschmidt (DNVP)                                                                 |

Im Fürstentum Pyrmont
| Titel und Parlament                                    | Amtsperiode | Person               |
| ------------------------------------------------------ | ----------- | -------------------- |
| Präsident des Spezial-Landtags des Fürstentums Pyrmont | 1848–1853   | Carl Rudolph Waldeck |
| Präsident des Spezial-Landtags des Fürstentums Pyrmont | 1853        | Georg Rhein          |
| Präsident des Spezial-Landtags des Fürstentums Pyrmont | 1854–1861   | Carl Rudolph Waldeck |
| Präsident des Spezial-Landtags des Fürstentums Pyrmont | 1862–1863   | Adolph Windel        |
| Präsident des Spezial-Landtags des Fürstentums Pyrmont | 1864        | Hermann Neumann      |